# Willem Arondéuslezing
De Willem Arondéuslezing is een jaarlijkse lezing, die sinds 2005 in Haarlem wordt georganiseerd door Provinciale Staten van Noord-Holland ter ere van de openlijk homoseksuele beeldend kunstenaar, auteur en verzetsstrijder Willem Arondeus (1894-1943). Hij werd in de Tweede Wereldoorlog geëxecuteerd.
Op 17 december 2004 besloten Provinciale Staten van Noord-Holland een jaarlijkse themalezing te organiseren met een aansluitend debat als blijvend eerbetoon en herinnering aan Arondeus. Het initiatief werd genomen door de Statenleden Meino Schraal (CDA) en Klaas Breunissen (GroenLinks). Door middel van de lezing en het debat wordt aan burgers en politici een podium geboden om vrij, desnoods controversieel, van gedachten te wisselen over actuele en voor de Provincie relevante maatschappelijke thema's.
De eerste lezing werd gegeven op 25 april 2005 door balletdanser en schrijver Rudi van Dantzig, Arondeus' biograaf, met als thema: Kun je zijn wie je bent of is die vrijheid lastig geworden?. In 2006 was bisschop Philippe Bär de spreker met als thema Het begrip "Vrijheid". In de jaren 2007-2010 werd de lezing verzorgd door achtereenvolgens de advocaat Gerard Spong, de schrijfster Désanne van Brederode, de filosoof Ad Verbrugge en de schrijfster en filosoof Marjolijn Drenth. 

## Lijst van sprekers
| jaar | spreker               |
| ---- | --------------------- |
| 2005 | Rudi van Dantzig      |
| 2006 | Philippe Bär          |
| 2007 | Gerard Spong          |
| 2008 | Désanne van Brederode |
| 2009 | Ad Verbrugge          |
| 2010 | Marjolein Drenth      |
| 2011 | Thomas von der Dunk   |
| 2012 | Step Vaessen          |
| 2013 | Marjan Schwegman      |
| 2014 | Boris Dittrich        |
| 2015 | Frans Timmermans      |
| 2016 | Eric Corton           |
| 2017 | Bas Haring            |
| 2018 | Nazmiye Oral          |
| 2019 | Peter van Uhm         |
| 2020 | Ewoud Kieft           |
| 2021 | Mounir Samuel         |
| 2022 | Jacobine Geel         |
| 2023 | Boris van der Ham     |
| 2024 | Natascha van Weezel   |
| 2025 | Hanneke Groenteman    |